# Fort łącznikowy
Fort łącznikowy – typ fortu służący do powiązania ze sobą sąsiednich grup warownych lub odcinków obwodu obronnego.